# Ворренсбург (Міссурі)
Ворренсбург (англ. Warrensburg) — місто (англ. city) в США, в окрузі Джонсон штату Міссурі. Населення — 19 337 осіб (2020).

## Географія
Ворренсбург розташований за координатами 38°45′44″ пн. ш. 93°43′48″ зх. д. / 38.76222° пн. ш. 93.73000° зх. д. (38.762118, -93.729967).  За даними Бюро перепису населення США в 2010 році місто мало площу 23,09 км², з яких 22,92 км² — суходіл та 0,17 км² — водойми.

## Демографія
Згідно з переписом 2010 року, у місті мешкало 18 838 осіб у 6803 домогосподарствах у складі 3400 родин. Густота населення становила 816 осіб/км².  Було 7450 помешкань (323/км²).
Расовий склад населення:
| - 85,3 % — білих - 7,5 % — чорних або афроамериканців - 2,8 % — азіатів - 0,5 % — корінних американців - 0,2 % — вихідців з тихоокеанських островів |

До двох чи більше рас належало 3,1 %. Частка іспаномовних становила 3,1 % від усіх жителів.
За віковим діапазоном населення розподілялося таким чином: 17,6 % — особи молодші 18 років, 72,9 % — особи у віці 18—64 років, 9,5 % — особи у віці 65 років та старші. Медіана віку мешканця становила 23,7 року. На 100 осіб жіночої статі у місті припадало 98,2 чоловіків;  на 100 жінок у віці від 18 років та старших — 96,9 чоловіків також старших 18 років.
Середній дохід на одне домашнє господарство  становив 52 748 доларів США (медіана — 40 789), а середній дохід на одну сім'ю — 68 105 доларів (медіана — 59 490). Медіана доходів становила 40 390 доларів для чоловіків та 31 576 доларів для жінок. За межею бідності перебувало 25,3 % осіб, у тому числі 12,3 % дітей у віці до 18 років та 6,8 % осіб у віці 65 років та старших.
Цивільне працевлаштоване населення становило 9560 осіб. Основні галузі зайнятості: освіта, охорона здоров'я та соціальна допомога — 32,6 %, роздрібна торгівля — 15,6 %, мистецтво, розваги та відпочинок — 14,5 %.